# Halloweentown
Halloweentown är den första TV-filmen i en serie om fyra, producerad i USA för Disney Channel. Den hade premiär 17 oktober 1998, till Halloweenhelgdagarna, och spelades in i Oregon.

## Produktion
Doris Roberts erbjöds rollen som Aggie Cromwell, men kunde inte medverka på grund av inspelningen av Everybody Loves Raymond.

### Rollista
- Debbie Reynolds - Splendora Agatha "Aggie" Cromwell
- Lucas Grabeel - Ethan Dalloway
- Judith Hoag - Gwen Piper
- Kimberly J. Brown - Marnie Piper
- Joey Zimmerman - Dylan Piper
- Emily Roeske - Sophie Piper
- Phillip Van Dyke - Luke
- Robin Thomas - Kalabar
- Rino Romano - Bennys röst

## Utmärkelser
Kimberly J. Brown nominerades till Young Artist Award 1999, och Phillip Van Dyke till YoungStar Award samma år.